# آلان ميشيل
آلان ميشيل (بالفرنسية: Alain Michel)‏ (30 أغسطس 1948 فرنسا - ) هو لاعب كرة قدم فرنسي يلعب كحارس مرمى.

## روابط خارجية
- آلان ميشيل على موقع قاعدة بيانات كرة القدم.إي يو (الإنجليزية)